# Bi Xiugu
Bi Xiugu, född 1855, död 1930, känd som Xiao Baicai, var föremål för ett berömt kinesiskt rättsfall känt som Yang Niawu och Xiao Baicai.   
Bi Xiugu var gift med en bönförsäljare i Yuhang i Zhejiang. Hon beskrivs som en skönhet och blev känd för att bryta mot sin tids normer för vad som ansågs lämpligt för en kvinna och hade ett stort antal kärleksförhållanden. Hon fick smeknamnet Bi Jinlian, efter en karaktär i en bok.
När hennes make avled 1873, anmälde hennes svärmor dödsfallet som misstänkt. En av Bi Xiugu älskare, akademikern Yang Niawu, hade uttryckt en önskan att ta henne som konkubin, och paret greps för mordet på hennes make. De dömdes båda som skyldiga. Yang Niawu överklagade dock domen och framställde anklagelser om korruption. Ett stort antal medlemmar av den lokala aristokratin stödde hennes påståenden, och fallet utvecklade sig till en skandal. År 1877 klarlades det att guvernör Liu Xitong hade tvingat vittnen att begå mened genom att påstå att Bi Xiugus make hade avlidit i arsenikförgiftning, och tvingat fram bekännelserna genom tortyr. Domen upphävdes därmed. Bi Xiugu blev buddhistisk nunna efter sin frigivning.
Fallet framhölls senare som en symbol för korruptionen under qindynastin. 